# Nanorana rostandi
Nanorana rostandi är en groddjursart som först beskrevs av Dubois 1974.  Nanorana rostandi ingår i släktet Nanorana och familjen Dicroglossidae. Inga underarter finns listade i Catalogue of Life.
Detta groddjur förekommer med en större population i västra Nepal. Dessutom hittades några exemplar i Chitwans nationalpark i centrala Nepal. Arten lever i Himalaya mellan 2500 och 3500 meter över havet. Individerna vistas i skogar och i gräsmarker. De simmar ofta i vattendrag.
Beståndet hotas av intensivt skogsbruk. Nanorana rostandi är sällsynt och utbredningsområdet är mindre än 2000 km². IUCN kategoriserar arten globalt som sårbar.